# Diego Ochoa
Diego Ochoa fue un religioso agustino español nacido en Castilla (en algunos casos se le sitúa en Sevilla) y muerto en Lubao (Filipinas) en 1585.
Fue un misionero, predicador y celoso ministro de Bacolor en 1578 —ciudad e iglesia cuya cofundación se le atribuyen— y de Lubao en 1580. Era muy docto en las lenguas griega y latina y escribió por encargo del Capítulo provincial el primer Arte, Vocabulario y Confesionario en pampango, obra que sirvió de norma a todas las posteriores de igual tema.